# Palting
Palting  ist eine Gemeinde in Oberösterreich im Bezirk Braunau am Inn im Innviertel mit 1264 Einwohnern (Stand 1. Jänner 2024). Der zuständige Gerichtsbezirk ist der Gerichtsbezirk Mattighofen.

## Geografie
Palting liegt auf 514 Meter Höhe im Innviertel. Es wird von der Mattig durchflossen, die im Süden in den Grabensee mündet. Die Ausdehnung beträgt von Nord nach Süd 4,7 km, von West nach Ost 4,1 km. Die Gesamtfläche beträgt elf Quadratkilometer. Davon werden siebzig Prozent landwirtschaftlich genutzt, drei Prozent sind Gärten und beinahe zwanzig Prozent sind bewaldet.

### Gemeindegliederung
Das Gemeindegebiet umfasst folgende 20 Ortschaften (in Klammern Einwohnerzahl Stand 1. Jänner 2024):
- Bergham (16)
- Brandstätt (17)
- Bruck (62)
- Dietersham (31)
- Eidenham (173)
- Fischerjuden (58)
- Guggenberg (36)
- Heming (103)
- Hiltenwiesen (74)
- Imsee (16)
- Macking (13)
- Mödenham (2)
- Mundenham (239)
- Neckreith (153)
- Palting (95)
- Rutzing (9)
- Singham (75)
- Stockham (13)
- Unteröd (5)
- Weikertsham (74)

Die Gemeinde besteht aus den Katastralgemeinden Mundenham und Palting.

### Nachbargemeinden
|                            | Kirchberg bei Mattighofen                   |               |
| Perwang am Grabensee       | Kompassrose, die auf Nachbargemeinden zeigt | Lochen am See |
| Berndorf bei Salzburg (SL) | Mattsee (SL)                                |               |

## Geschichte
Die erste urkundliche Erwähnung von Palting erfolgte im 12. Jahrhundert als „Baldo“. Die den hl. Simon und hl. Judas-Thaddäus geweihte Kirche ist seit 1325 bekannt. Sie wurde um 1740 von Johann Michael Vierthaler neu erbaut. Bekannt ist sie wegen des Altöttinger Gottesmutteraltars aus der Werkstätte von Meinrad Guggenbichler.
Im Jahr 1586 wurde die Laimhausmühle in Singham urkundlich erwähnt. Das Geschlecht der Mundenhaimer war im Ort Mundenham ansässig. Dort wurde 1660 eine Brauerei gegründet, die bis 1981 existierte.
Die heutige Form besitzt die Gemeinde Palting seit der Trennung von Perwang im Jahr 1958.

### Einwohnerentwicklung
1991 hatte die Gemeinde laut Volkszählung 785 Einwohner, 2001 dann 867 Einwohner. Die Bevölkerungszahl wuchs weiter auf 904 im Jahr 2011 und 938 im Jahr 2018. In diesen Jahren hatte Palting sowohl eine positive Geburtenbilanz als auch eine positive Wanderungsbilanz.

## Kultur und Sehenswürdigkeiten

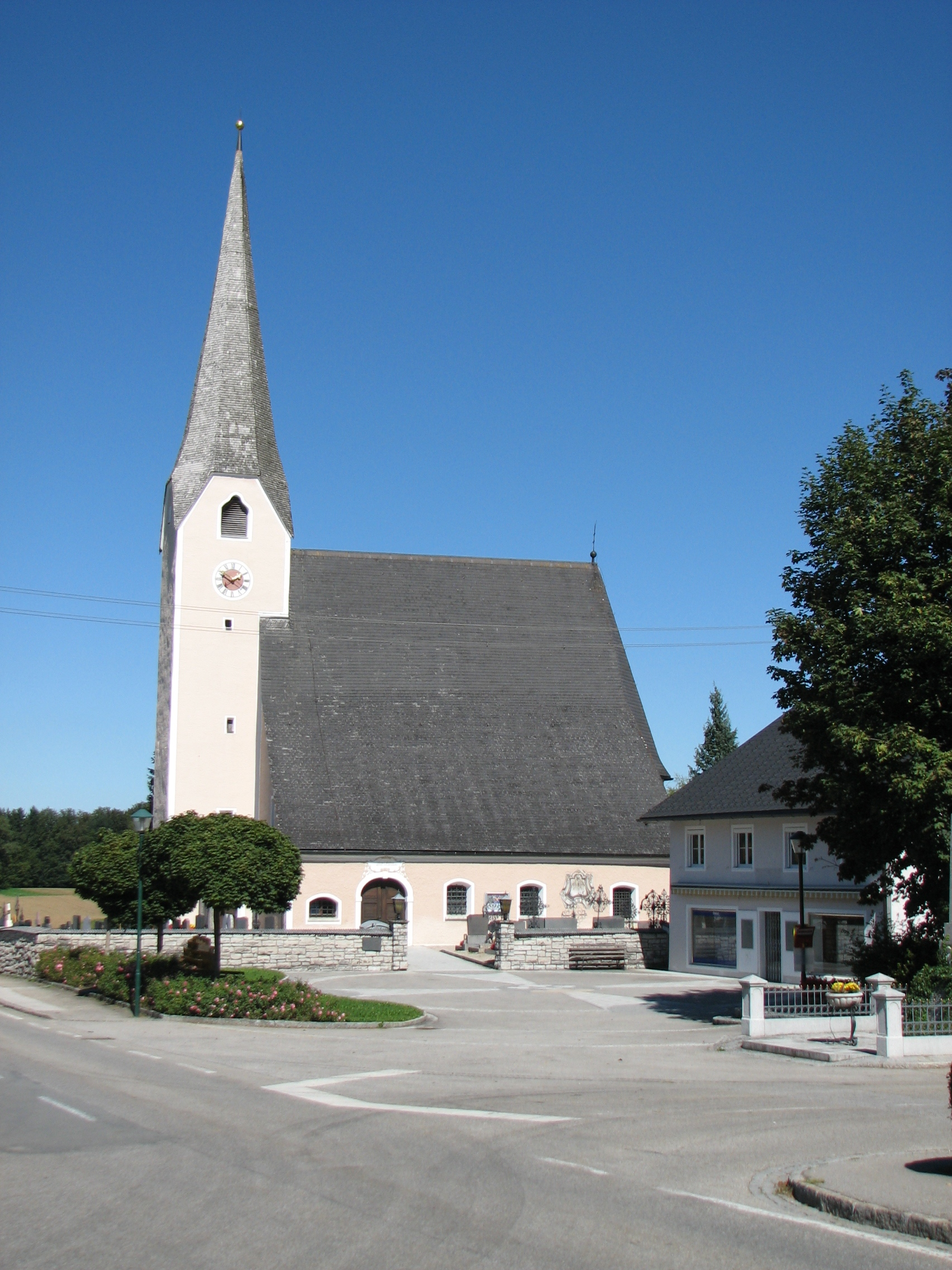
Pfarrkirche Palting

Käsereimuseum Kerschham

Kapelle Weikertsham

- Katholische Pfarrkirche Palting hl. Simon und hl. Judas
- Käsereimuseum Kerschham
- Kapelle Weikertsham
- Kapelle Eidenham
- Kapelle Mundenham

## Wirtschaft und Infrastruktur
die Anzahl der landwirtschaftlichen Betriebe sank von 57 im Jahr 1999 auf 45 im Jahr 2010. Die 29 Vollerwerbsbauern bewirtschafteten mehr als achtzig Prozent der Flächen. Im Produktionssektor waren 50 Erwerbstätige beschäftigt, davon 39 im Bereich Herstellung von Waren. Der größte Arbeitgeber im Dienstleistungssektor war der Handel, wo beinahe zwei Drittel der 147 Beschäftigten arbeiteten (Stand 2011). Von den 534 Erwerbstätigen, die im Jahr 2011 in Palting lebten, pendelten drei Viertel zur Arbeit aus.

## Politik
Der Gemeinderat hat 13 Mitglieder.
- Mit den Gemeinderats- und Bürgermeisterwahlen in Oberösterreich 1997 hatte der Gemeinderat folgende Verteilung: 8 ÖVP, 3 FPÖ und 1 SPÖ.
- Mit den Gemeinderats- und Bürgermeisterwahlen in Oberösterreich 2003 hatte der Gemeinderat folgende Verteilung: 10 ÖVP und 3 SPÖ.
- Mit den Gemeinderats- und Bürgermeisterwahlen in Oberösterreich 2009 hatte der Gemeinderat folgende Verteilung: 11 ÖVP und 2 SPÖ.
- Mit den Gemeinderats- und Bürgermeisterwahlen in Oberösterreich 2015 hatte der Gemeinderat folgende Verteilung: 8 ÖVP, 4 FPÖ und 1 SPÖ.
- Mit den Gemeinderats- und Bürgermeisterwahlen in Oberösterreich 2021 hat der Gemeinderat folgende Verteilung: 9 ÖVP und 4 FPÖ.[8][9]

| Partei | 2021  | 2021    | 2015    | 2015    | 2009  | 2009    | 2003  | 2003    | 1997  | 1997    |
| Partei | %     | Mandate | Prozent | Mandate | %     | Mandate | %     | Mandate | %     | Mandate |
| ------ | ----- | ------- | ------- | ------- | ----- | ------- | ----- | ------- | ----- | ------- |
| ÖVP    | 70,30 | 9       | 57,69   | 8       | 79,80 | 11      | 73,46 | 10      | 57,17 | 8       |
| SPÖ    |       |         | 11,21   | 1       | 20,20 | 2       | 26,54 | 3       | 19,35 | 1       |
| FPÖ    | 29,70 | 4       | 31,10   | 4       |       |         |       |         | 23,48 | 3       |

### Bürgermeister
- bis 2008 Josef Roider (ÖVP)
- seit 2008 Franz Stockinger (ÖVP)[14]

### Wappen
Offizielle Beschreibung des Gemeindewappens: In Blau auf goldenem Dreiberg eine silberne Kleestaude mit einem vierteiligen Blatt in der Mitte. Die Gemeindefarben sind  Blau-Weiß-Blau.